# Miguel Carlos José de Noronha e Abranches
Miguel Carlos José de Noronha e Abranches (Lisbona, 6 novembre 1744 – Lisbona, 6 settembre 1803) è stato un cardinale portoghese.
Fu nominato cardinale della Chiesa cattolica da papa Pio VII.

## Biografia
Nacque a Lisbona il 6 novembre 1744.
Papa Pio VII lo elevò al rango di cardinale nel concistoro del 16 maggio 1803.
Morì il 6 settembre 1803 all'età di 58 anni.